# Mi Plan Tour
Mi Plan Tour es la cuarta gira musical de la cantante luso-canadiense Nelly Furtado para promover Mi Plan, cuarto álbum de estudio y primero en español. Esta es la primera gira sobre escenarios de Latinoamérica.

## Acerca del Tour
La gira fue oficialmente anunciada por la propia Nelly en su cuenta de Twitter el 5 de enero de 2010. Para esta gira, Furtado ha pedido la ayuda a sus fanes, preguntando que canción de su álbum debut, Whoa, Nelly!, quieren escuchar durante el show (exceptuando los hits, I'm like a Bird, ...On the Radio, Turn of the Light, etc.).

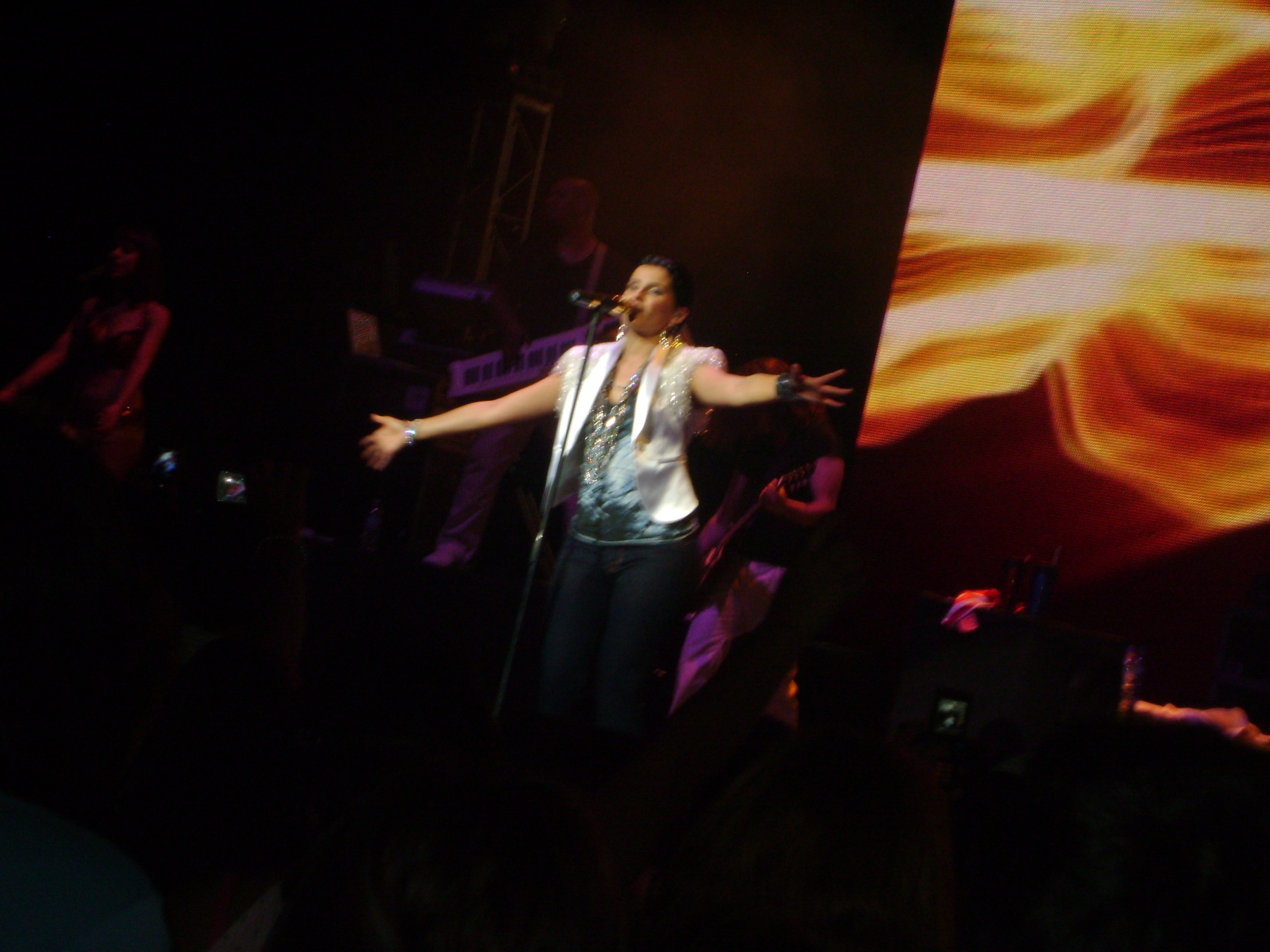
Nelly cantando "Manos al Aire en Guadalajara.

Apenas salieron a la venta las entradas, se agotaron rápidamente las entradas VIP en Chile, Argentina, México y Venezuela. El Show es sencillo pero logra conectar con el público haciéndolo un espectáculo un poco privado. Su duración es de alrededor de 1 hora y 45 minutos. La Puesta en Escena en General es Una Pantalla LED Central y 4 debajo de cada una de las plataformas donde esta la banda (En Argentina y Venezuela se usaron 6 Televisores LCD, en vez de 4 Pantallas LED, mientras que en Guadalajara se usó solo la Pantalla Central)
Durante los conciertos, específicamente, antes de interpretar la canción Feliz Cumpleaños, Furtado, subía al escenario a una persona del público que estuviera de cumpleaños ese día, y le dedicaba la canción.
Igualmente, era común, al final del concierto que las cámaras que grababan el show, hicieran un paneo sobre los asistentes, mientras los músicos tocaban parte de la canción de Metallica, Enter Sandman.
Días después de cada show, eran publicados los Webisodes, en la página web de la artistas. Estos, era una suerte de cortometrajes documentales, que mostraban en cuestión de 3 o 4 minutos, la estadía de la cantante en el país.
Para promocionar la gira en Brasil, el 24 de marzo de 2010, Furtado hizo un "VIP Pocket Show" en programa de reality show Big Brother Brasil 10 de Rede Globo, el canal líder en el país. Se han realizado 5 canciones de la gira en versiones acústicas ("Maneater", "I'm Like A Bird", "Try", "Say It Right" y "Turn Off The Light").
Nelly Furtado también participó en la grabación de DVD en vivo de la cantante brasileña Ivete Sangalo en el Madison Square Garden el 4 de septiembre de 2010.
El domingo 29 de agosto de 2010, Nelly se presentó en el Festival Orange Warsaw 2010 y aparte de cantar sus temas más conocidos, cantó los temas ya filtrados "Night Is Young" y "Girlfriend in This City".

## Set list
| Set List: Original |
| --- |
| - 1. Maneater - 2. Força - 3. Bajo Otra Luz - 4. ...On The Radio (Remember The Days) - 5. I'm Like a Bird - 6. Whoa, Medley!: My Love Grows Deeper Part 1 / I Will Make U Cry / Legend / Baby Girl / Party - 7. Más - 8. Try Interlude - 9. Feliz Cumpleaños - 10. Spanish Medley: Fotografía / Te busqué / Sexy Movimiento / No Hay Igual - 11. Fuerte - 12. Turn Off the Light - 13. All Good Things (Come to an End) - 14. Medley: Powerless (Say What You Want) / Land of Confusion Interlude - 15. Manos al Aire - 16. Do It - 17. English Medley: Give It To Me / Morning After Dark / Jump - 18. Who Wants To Be Alone - 19. Say It Right - 20. Promiscuous |

| Set List: Brasil |
| --- |
| 1. Maneater 2. Força 3. Bajo Otra Luz 4. ...On The Radio 5. I'm Like a Bird 6. Medley: My Love Grows Deeper/ I Will Make You Cry/ Legend/ Baby Girl 7. Más 8. Try 9. Sozinho 10. Vacilar (Río de Janeiro) 11. Turn Off The Lights 12. All Good Things 13. Powerless 14. Manos Al Aire 15. Medley: Give it To Me/ Morning After Dark/ Jump 16. Tiesto (Río de Janeiro) 17. Who Wants To Be Alone 18. Say It Right |

## Fechas de "Mi Plan Tour"
| Norteamérica            |                  |                        |                                                                  |
| Fecha                   | Ciudad           | País                   | Lugar                                                            |
| 13 de marzo de 2010     | Guadalajara      | México                 | Auditorio Telmex                                                 |
| 15 de marzo de 2010     | Monterrey        | México                 | Arena Monterrey CANCELADO                                        |
| 16 de marzo de 2010     | Ciudad de México | México                 | Auditorio Nacional                                               |
| Sudamérica              |                  |                        |                                                                  |
| 18 de marzo de 2010     | Caracas          | Venezuela              | Terraza Del Centro Comercial Ciudad Tamanaco                     |
| 19 de marzo de 2010     | Lima             | Perú                   | CANCELADO                                                        |
| 20 de marzo de 2010     | Salinas          | Ecuador                | Explanada Salinas Yacht Club                                     |
| 22 de marzo de 2010     | Santiago         | Chile                  | Movistar Arena                                                   |
| 23 de marzo de 2010     | Buenos Aires     | Argentina              | Luna Park                                                        |
| 24 de marzo de 2010     | Río de Janeiro   | Brasil                 | Big Brother Brasil 10 (VIP Pocket Show)                          |
| 25 de marzo de 2010     | Porto Alegre     | Brasil                 | Teatro Bourbon Country                                           |
| 27 de marzo de 2010     | São Paulo        | Brasil                 | Via Funchal                                                      |
| 28 de marzo de 2010     | Río de Janeiro   | Brasil                 | HSBC Arena                                                       |
| Norteamérica            |                  |                        |                                                                  |
| 24 de julio de 2010     | Los Ángeles      | Estados Unidos         | Staples Center                                                   |
| Europa                  |                  |                        |                                                                  |
| 29 de agosto de 2010    | Varsovia         | Polonia                | Orange Warsaw Festival                                           |
| Norteamérica            |                  |                        |                                                                  |
| 1 de septiembre de 2010 | Worcester        | Estados Unidos         | DCU Center                                                       |
| 3 de septiembre de 2010 | Highland Park    | Estados Unidos         | Ravinia Park                                                     |
| 4 de septiembre de 2010 | Nueva York       | Estados Unidos         | Madison Square Garden (Part. en el DVD en vivo de Ivete Sangalo) |
| 9 de septiembre de 2010 | Toronto          | Canadá                 | Toronto Film Festival                                            |
| 3 de octubre de 2010    | Los Ángeles      | Estados Unidos         | Terra Concert                                                    |
| 15 de octubre de 2010   | Toronto          | Canadá                 | Canadian Walk of Fame                                            |
| Caribe                  |                  |                        |                                                                  |
| 22 de octubre de 2010   | San Juan         | Puerto Rico            | Fidelity Radio Show                                              |
| Norteamérica            |                  |                        |                                                                  |
| 23 de octubre de 2010   | Miami            | Estados Unidos         | Mega Show                                                        |
| Asia                    |                  |                        |                                                                  |
| 26 de noviembre de 2010 | Abu Dhabi        | Emiratos Árabes Unidos | Yas Arena                                                        |